# 阿巴濟夫卡 (波爾塔瓦區)
49°36′19″N 34°21′17″E / 49.60528°N 34.35472°E
阿巴濟夫卡（烏克蘭語：Абазівка），是烏克蘭的村落，位於該國中部波爾塔瓦州，由波爾塔瓦區負責管轄，分別距離索洛馬希夫卡1公里和卡爾普西0.5公里，處於波盧濟爾亞河畔，海拔高度105米，2001年人口1,679。